# Juego de la distribución de la cerveza

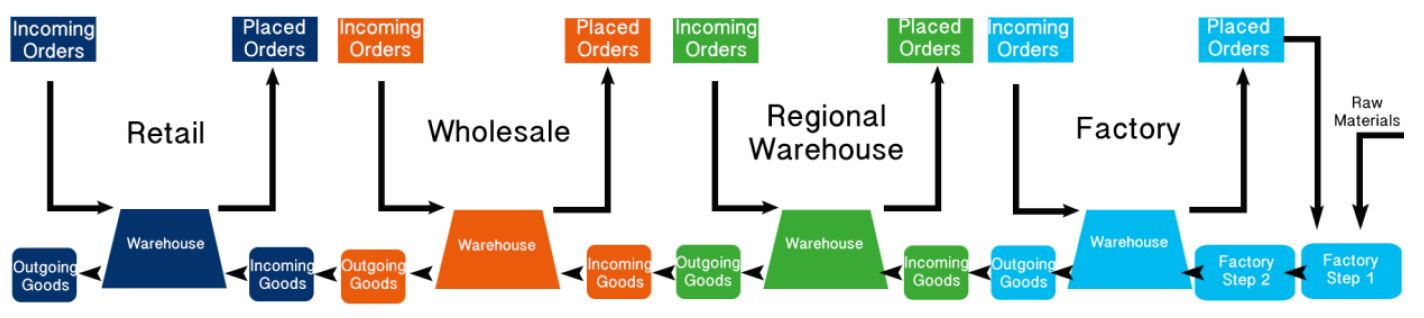
Ejemplo de un tablero diseñado para el Juego de la distribución de la cerveza.

El juego de la distribución de la cerveza es un juego de simulación usado en ambientes de enseñanza para demostrar un número de principios dominantes de la gerencia de la cadena de suministros.
Hecho frente con la demanda incierta para la cerveza y una cadena de suministro gradual, los jugadores se encuentran luchando para evitar que el producto salga del mercado mientras que intentan también evitar la financiación de grandes inventarios.
El juego introduce rápidamente a estudiantes a varios conceptos importantes de la gerencia de la cadena de suministros incluyendo embotellamientos, cooperación, pronóstico y además permite comprender en su totalidad el efecto látigo y algunas posibles maneras de mitigarlo.

## Origen
El juego de la cerveza fue inventado por Jay Wright Forrester en la Escuela de Administración y Dirección de Empresas Sloan. El juego de la cerveza fue el resultado de su trabajo en dinámica de sistemas.

## Efecto látigo
El efecto látigo es un síntoma bien conocido de problemas de coordinación en las cadenas de suministro (tradicionales). Se refiere al papel que desempeñan las cantidades de pedidos periódicos a medida que uno avanza en la cadena de suministro hacia el final de la producción.
Incluso cuando la demanda es estable, pequeñas variaciones en esa demanda, en el extremo minorista, tienden a amplificarse drásticamente hacia arriba a lo largo de la cadena de suministro. El efecto resultante es que los montos de los pedidos se vuelven muy erráticos. Muy alto una semana, y luego cero la siguiente. El término se acuñó por primera vez alrededor de 1990 cuando Procter & Gamble percibió patrones de pedido erráticos y amplificados en su cadena de suministro de pañales para bebés. El efecto también se conoce con el nombre de latigazo cervical o efecto de sierra.
Como consecuencia del efecto látigo, se producen una serie de ineficiencias a lo largo de la cadena de suministro:
- altos niveles de inventarios (de seguridad)
- niveles de servicio al cliente deficientes
- mala utilización de la capacidad
- problemas agravados con la previsión de la demanda
- en última instancia, alto costo y bajos niveles de confianza entre empresas

Si bien el efecto no es nuevo, sigue siendo un problema actual y urgente en las cadenas de suministro contemporáneas.
Generalmente, las razones del efecto látigo son:
- Ordenar lotes: ocurre cuando cada miembro de la cadena ordena más cantidades de las que necesita, deformando las cantidades originales demandadas.
- Fluctuación de precios: los descuentos especiales y los cambios de costos pueden hacer que los compradores se aprovechen, lo que resulta en una producción irregular y una demanda distorsionada.
- Mal uso de la información de demanda: Cuando la información de demanda pasada para nuevas estimaciones no toma en cuenta las fluctuaciones.
- Falta de comunicación: esto puede generar limitaciones cuando los procesos no se ejecutan de manera eficiente, esto suele ocurrir cuando las organizaciones identifican la demanda del producto de manera diferente dentro de los diferentes eslabones de la cadena de suministro.
- Políticas de devolución gratuita: los clientes pueden exagerar las demandas debido a la escasez, si los clientes no pueden devolver los artículos, los minoristas continuarán exagerando sus necesidades, cancelando pedidos y provocando un exceso de producto o materiales.